# Liste des évêques de Coutances et Avranches
Liste des évêques du diocèse de Coutances et Avranches à la suite de la restauration du titre d'évêque d'Avranches par décret apostolique du 12 juin 1854 conféré à tous les évêques de Coutances :
| Nom                     | Portrait | Armoiries | Date de Début    | Date de fin      | Notes |
| ----------------------- | -------- | --------- | ---------------- | ---------------- | --- |
| Jacques-Louis Daniel    |          |           | 12 juin 1853     | 4 juin 1862      | Premier évêque de Coutances-et-Avranches, mort en fonction                                                    |
| Jean-Pierre Bravard     |          |           | 25 février 1862  | 27 novembre 1875 | Démissionnaire                                                                                                |
| Abel-Anastase Germain   |          |           | 19 mars 1876     | 12 novembre 1897 | Mort en fonction                                                                                              |
| Joseph Guérard          |          |           | 2 février 1899   | 19 juillet 1924  | Mort en fonction                                                                                              |
| Théophile-Marie Louvard |          |           | 31 octobre 1924  | 8 avril 1950     | Ancien évêque de Langres, mort en fonction                                                                    |
| Jean Guyot              |          |           | 8 avril 1950     | 28 avril 1966    | coadjuteur en 1949 (évêque titulaire d'Hélénopolis-en-Palestine (de)), transféré à Toulouse, cardinal en 1973 |
| Joseph Wicquart         |          |           | 2 septembre 1966 | 3 novembre 1988  | retiré (premier évêque émérite de Coutances-et-Avranches)                                                     |
| Jacques Fihey           |          |           | 22 juin 1989     | 1er octobre 2006 | retiré, ancien évêque aux Armées                                                                              |
| Stanislas Lalanne       |          |           | 4 avril 2007     | 31 janvier 2013  | transféré à Pontoise                                                                                          |
| Laurent Le Boulc'h      |          |           | 5 septembre 2013 | 1er avril 2023   | transféré à Lille ;                                                                                           |
| Grégoire Cador          |          |           | 5 août 2023      |                  | |

## Sources
- Tout sur le département de la Manche, Coutances, Manche-Tourisme, 1987, p. 163-164.
- Annuaire diocésain. Diocèse de Coutances, Coutances, Association diocésaine de Coutances, année 1995, p. 34.